# 一年生の夢

「一年生の夢」を二次元で表したもの。正方形の各辺の長さはX + Y。このとき正方形の面積は、黄色の領域の面積（= X ^{2} ）、緑色の領域の面積（= Y ^{2} ）、および2つの白い領域の面積（= 2XY）の合計となる。

一年生の夢（いちねんせいのゆめ、Freshman's dream）は、(x + y)n=x n + y nという誤りを含んだ式の呼称（ここでnは実数で、通常1より大きい整数）である。初学者がしばしば、実数の和の累乗を考えるときに指数をそれぞれの項に分配してしまうことからこう呼ばれる。
例えばn = 2の場合を考えると、(x + y)2 は正しくはx 2 + 2xy + y2と展開される。一般のnについての正しい結果は二項定理によって与えられる。
また「一年生の夢」は、素数pについて、xとyが標数pの可換環の元であるとき、（x + y）p = xp + ypであるという定理を指すことがある。この場合 、pが最初と最後以外の二項係数を打ち消し、それらの項が0になるため、一見誤った式が成立する。
この式はトロピカル幾何学の文脈においても成立する。なぜなら、トロピカル幾何学においては乗算が加算、加算が最小化に置き換わるためである。

## 具体例
- {\displaystyle (1+4)^{2}=5^{2}=25}、{\displaystyle 1^{2}+4^{2}=17} であり、{\displaystyle (1+4)^{2}\neq 1^{2}+4^{2}}が成り立つ。
- n = {\displaystyle {\tfrac {1}{2}}}のとき、{\displaystyle {\sqrt {x^{2}+y^{2}}}} = {\displaystyle {\sqrt {x^{2}}}+{\sqrt {y^{2}}}=|x|+|y|}  となるが、これは一般に成立しない。例えば、 {\displaystyle {\sqrt {9+16}}={\sqrt {25}}=5} となるが、これは3 + 4 = 7と等しくない。

## 指数が素数の場合
この等式は、特定の条件下で成り立つこともある。
pが素数で、xとyが標数pの可換環の元である場合、等式
(x + y)p = xp + yp
は成立する。これは二項係数の素因数の内の素数について調べることで証明される。n番目の二項係数は
{\displaystyle {\binom {p}{n}}={\frac {p!}{n!(p-n)!}}.}
で表される。分子はpの階乗であるから、pで割り切れる。また、0 < n < pであること、pは素数であり、nのすべての素因数はpよりも小さいことから、n!と(p - n)!はともにpと互いに素であると言える。加えて二項係数は常に整数であるから、n番目の係数はpで常に割り切れ、したがって環において0となる。したがって展開した最初と最後の項である1が残り、与式を得る。
したがって、標数pの環において「一年生の夢」は正しい。このことから、p乗することによってフロベニウス自己準同型として知られる形の自己準同型が生成されることがわかる。
ここで標数pが素数であることがこの「一年生の夢」定理の成立に必要である。関連する定理として、pが素数ならば、多項式環 {\displaystyle \mathbb {Z} _{p}[x]}において  (x + 1)p ≡ xp + 1 であるというものがある。この定理は、現代の素数判定における重要な役割を果たしている。

## 歴史とその他の呼称

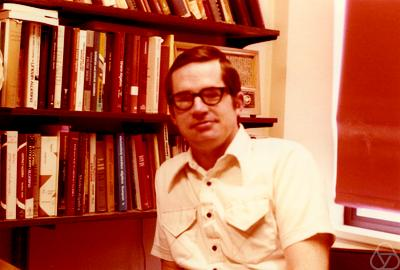
トーマス・ハンガーフォード

「一年生の夢」という用語に関する歴史はあまり定かではないが、1940年代にモジュラー曲線の記事において、ソーンダース・マックレーンが「代数学を学ぶ一年生は、標数2の代数体において、(a + b)2 = a2 + b2が成立するという事実に大いに苦しめられるだろう」というクリーネの発言を引用している。これが一年生(freshman)と正標数の体における二項定理の拡張についての最初の言及であると思われる。以来、学部レベルのテキストの中に生徒がよく陥る誤りについて記述された。 実際に「一年生の夢(freshman's dream)」という言葉が最初に表れたのは、1984年のトーマス・ハンガーフォードが書いた大学院生向けの代数学のテキストである。ここでハンガーフォードはMcBrienを引用している。また、"freshman exponentiation"という用語も、1998年Fraleighによって用いられている。数学以外の文脈では、"freshman's dream"という言葉自体は19世紀から用いられている。
また、(x + y)n の拡張が二項定理から得られることから、「一年生の夢」の等式は"child's binomial theorem や、"schoolboy binomial theorem"としても知られる。